# القوطية الأمريكية (لوحة)
الْقُوطِيَّةُ الْأَمْرِيكِيَّةَ (بالإنجليزية: American Gothic)‏ هي لوحة زيتية من عام 1930 بريشة الفنان الأمريكي جرانت وود، الآن ضمن مجموعة معهد الفنون في شيكاغو. تعتبر أللوحة واحدة من أكثر الأعمال شيوعًا للفن الأمريكي في القرن العشرين وقد تم تقليدها على نطاق واسع في الثقافة الأمريكية. استوحى وود رسم اللوحة من واجهة منزل في إلدون، أيوا، جنبًا إلى جنب مع «نوع الأشخاص الذي يتخيلهم قد يعيشوا في ذلك المنزل». يصور مزارعًا يقف بجانب ابنته - غالبًا ما يُفترض خطأً أنها زوجته. سميت اللوحة باسم الطراز المعماري للمنزل (الطراز القوطي). الشخوص التي يتم تصويرها في اللوحة هم: أخت وود نفسه، «نان وود جراهام» وطبيب أسنانه الدكتور «بايرون ماكيبي». ترتدي المرأة مئزرًا مطبوعًا على الطراز الاستعماري يستحضر عصر أمريكا الريفية في القرن العشرين بينما يرتدي الرجل ثيابًا مغطاة بسترة ويحمل مذراة. النباتات الموجودة على شرفة المنزل هي نبتت ذلب ثلاثي الأحزمة وبيغونيا.
من 2016 إلى 2017 ، عُرضت اللوحة في باريس في متحف الفن الفرنسي وفي لندن في الأكاديمية الملكية للفنون في أولى عروضها خارج الولايات المتحدة.

## عملية رسم اللوحة

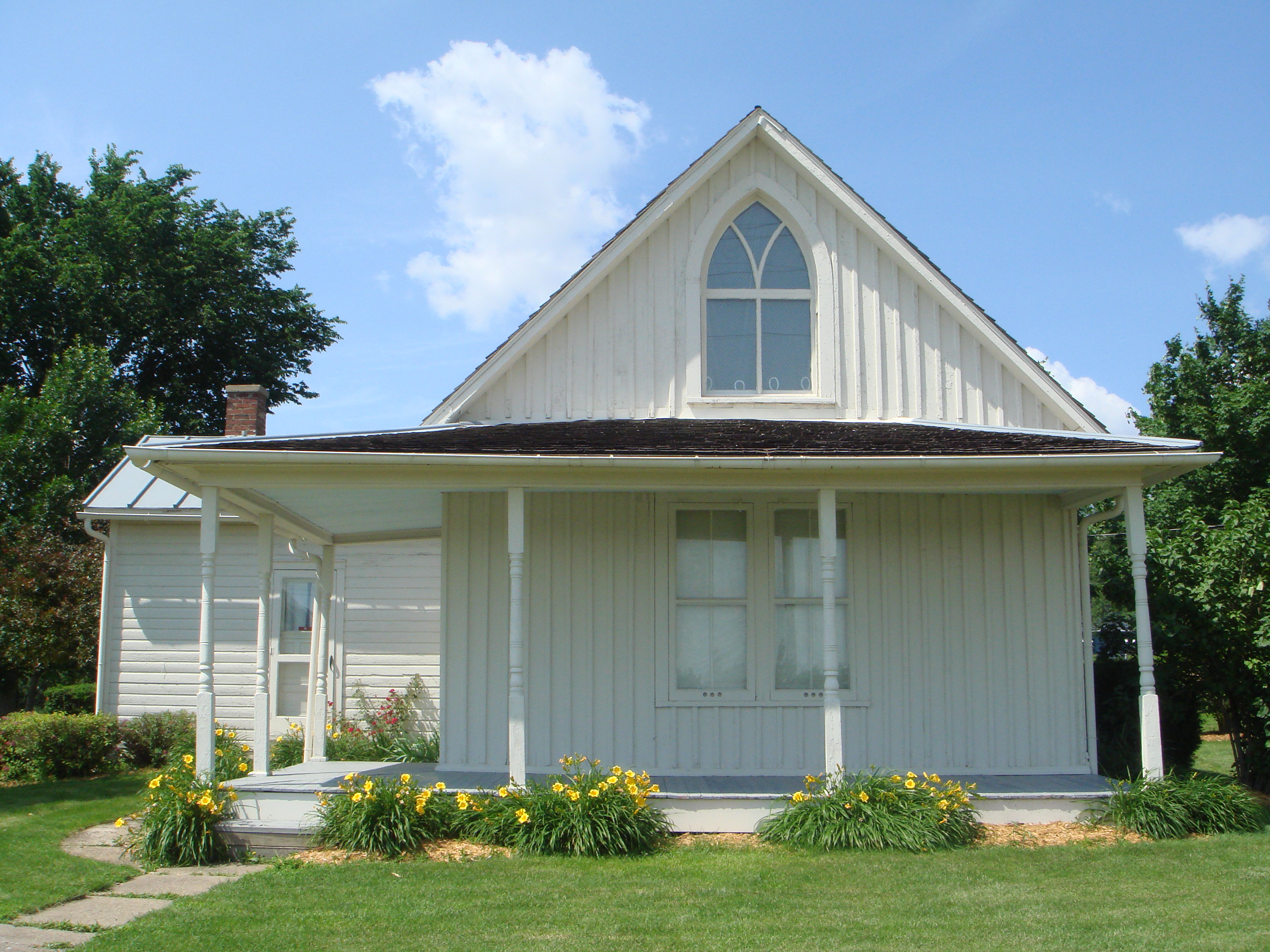
بيت ديبل ، إلدون ، آيوا

في أغسطس 1930 ، جرانت وود، رسام أمريكي تلقى تدريبًا أوروبيًا، كان يتجول في سيارته في جميع أنحاء إلدون، أيوا، يقوده رسام محلي شاب اسمه جون شارب. بحثًا عن الإلهام، لاحظ بيت ديبل، وهو منزل أبيض صغير مبني على الطراز المعماري القوطي. اقترح شقيق جون شارب في عام 1973 أن وود رسم المنزل لأول مرة على ظهر ظرف. أشار المؤلف داريل جاروود، الذي كتب سيرة وود، إلى أن وود «اعتقد أن وضع نافذة من الطراز القوطي في مثل هذا المنزل الهش» كان شكلاً من أشكال الطغيان المستعير، ومن العبثية الهيكلية.
في ذلك الوقت، صنفه وود المنزل على أنها واحدة من «المنازل ذات الهياكل الكرتونية في مزارع أيوا» واعتبرها «قابلة للطلاء للغاية». بعد الحصول على إذن من أصحاب المنزل، سلمى جونز-جونستون وعائلتها، قام وود بعمل رسم تخطيطي في اليوم التالي بالطلاء الزيتي على ورق مقوى من الفناء الأمامي. يصور هذا الرسم التخطيطي سقفًا أكثر انحدارًا ونافذة أطول مع واجهه أكثر وضوحًا من المنزل الفعلي - وهي الميزات التي زينت العمل النهائي للوحة.

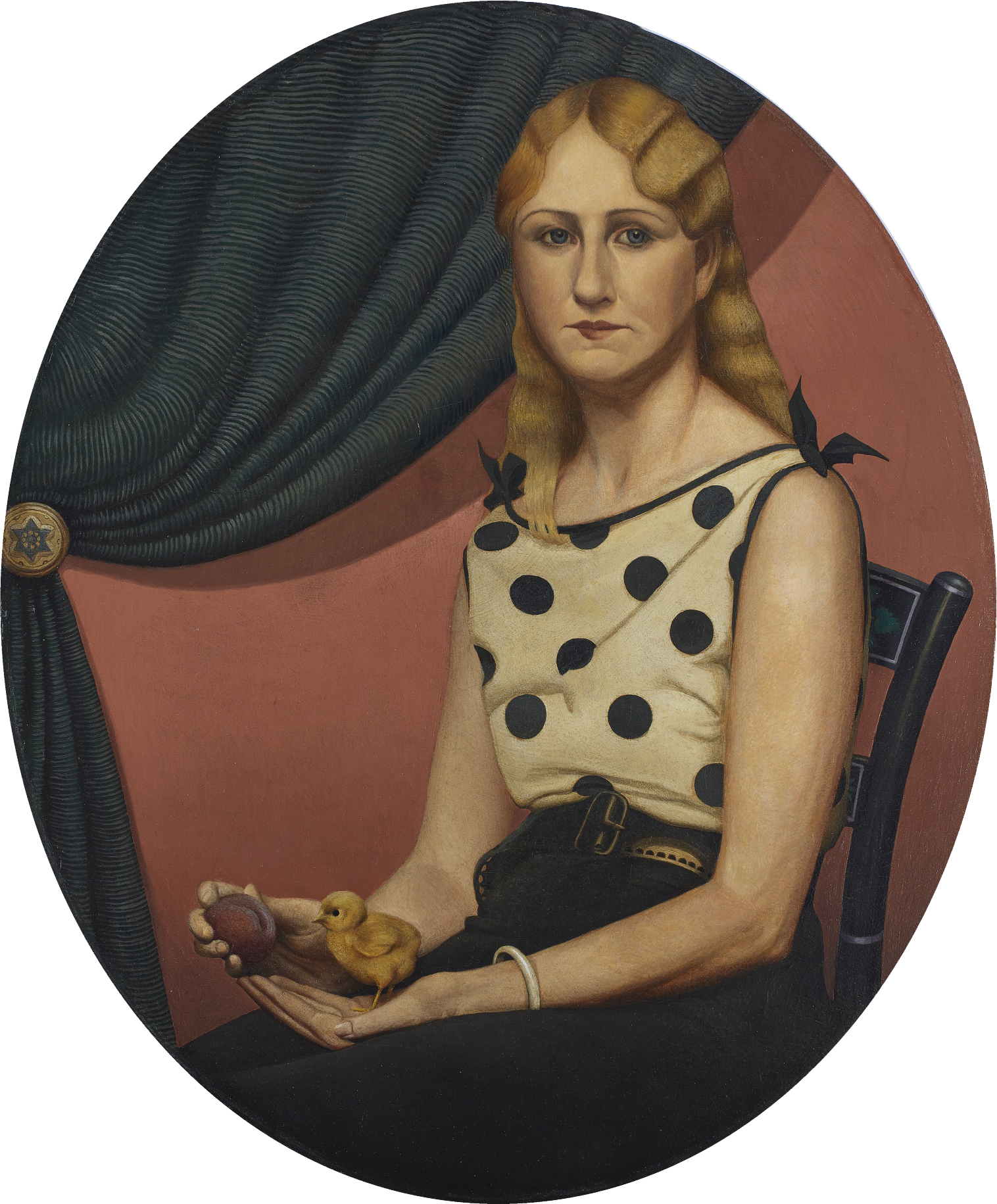
نان وود جراهام أخت جرانت وود

قرر وود رسم المنزل جنبًا إلى جنب، حسب كلماته، «يجب أن يعيش في هذا المنزل نوع الأشخاص الذين أتخيلهم». قام بتجنيد أخته، نان (1899-1990)، لتكون نموذجًا للابنة، وألبسها مئزر مطبوع استعماري يحاكي أمريكا الريفية في القرن العشرين. كان نموذج الأب هو طبيب أسنان عائلة وود،  د. بايرون ماكيبي (1867–1950). أخبرت نان الناس أن شقيقها تصور الزوجين كأب وابنة، وليس كزوجًا وزوجة، وهو ما أكده وود بنفسه في رسالته إلى السيدة نيلي سودوث في عام 1941: «السيدة التي معه هي ابنته البالغة».
تؤكد عناصر اللوحة على الرأسي المرتبط بالعمارة القوطية. تنعكس صدى المذراة المستقيمة ذات الثلاثة شوكات في خياطة رداء الرجل وقميصه، والنافذة القوطية ذات القوس المدبب للمنزل تحت السقف المنحدر، وهيكل وجه الرجل. ومع ذلك، لم يضيف وود أشكالًا إلى رسمه حتى عاد إلى الاستوديو الخاص به في سيدار رابيدز. علاوة على ذلك، فإنه لن يعود إلى إلدون مرة أخرى، على الرغم من أنه طلب صورة للمنزل لإكمال رسمه.

## الأستقبال
أدخل وود اللوحة في مسابقة في معهد الفنون في شيكاغو. اعتبرها أحد القضاة "عيد الحب الهزلي"، لكن أحد رعاة المتحف أقنع لجنة التحكيم بمنح اللوحة الميدالية البرونزية وجائزة نقدية قدرها 300 دولار. كما أقنع الراعي نفسه معهد الفنون بشراء اللوحة، ولا تزال جزءًا من مجموعة معهد الفنون في شيكاغو. وسرعان ما بدأ إعادة إنتاج أللوحة في الصحف، أولاً من قبل صحيفه شيكاغو إيفنينج بوست، ثم في نيويورك وبوسطن وكانساس سيتي وإنديانابوليس. ومع ذلك، عندما ظهرت الصورة أخيرًا في صحيفه "الجريدة"، كان هناك رد فعل عنيف. كان سكان أيوا غاضبين من تصويرهم على أنهم "مقروصون، متشددون الوجه، متشددوا الكتاب المقدس". احتج وود قائلاً إنه لم يرسم كاريكاتيرًا لولاية أيوا بل رسمًا لتقديره، قائلاً: "كان علي أن أذهب إلى فرنسا لأقدر ولاية أيوا." وجدت أن الأشخاص الذين استاءوا من اللوحة هم أولئك الذين يشعرون أنهم يشبهون أللوحة ".

## التفسير

### تفسير 1
النقاد الفنيون الذين لديهم آراء إيجابية حول اللوحة، مثل جيرترود شتاين وكريستوفر مورلي، افترضوا بالمثل أن اللوحة كان من المفترض أن تكون هجاءً من حياة البلدة الصغيرة الريفية. وهكذا كان يُنظر إليه على أنها جزء من الاتجاه نحو التصوير النقدي المتزايد لأمريكا الريفية على غرار رواية شيروود أندرسون عام 1919 في وينسبيرغ، أوهايو، و 1920 «الشارع الرئيسي لسنكلير لويس»، ورواية كارل فان فيشتن عام 1924 «الكونتيسة الموشومة».

### تفسير 2
ومع ذلك، مع تعمق الكساد الكبير بعد فترة ليست طويلة من رسم اللوحة، أصبح يُنظر إلى لوحة القوطية الأمريكية على أنها تصوير للروح الأمريكية الرائدة الصامدة. ساعد وود في هذا الانتقال التفسيري بالتخلي عن شبابه البوهيمي في باريس وتجميع نفسه مع الرسامين الشعبويين في الغرب الأوسط مثل جون ستيوارت كاري وتوماس هارت بينتون، الذين ثاروا ضد هيمنة دوائر الفن في الساحل الشرقي. نُقل عن وود في هذه الفترة قوله، «كل الأفكار الجيدة التي على الإطلاق خطرت لي عندما كنت أحلب بقرة.»  تصر مؤرخة الفن الأمريكية واندا كورن على أن وود لم يكن يرسم زوجين معاصرين، بل بالأحرى زوجين من الماضي، مشيرًا إلى حقيقة أن وود وجه عارضات الأزياء لارتداء الملابس القديمة التي وجد مصدر إلهام لها من خلال استشارة ألبوم صور عائلته. حتى أن وود عرض الأرقام بطريقة تشبه صور التعريض الطويل لعائلات الغرب الأوسط التي يرجع تاريخها إلى ما قبل الحرب العالمية الأولى.

### تفسير 3
في عام 2005 ، اقترح مؤرخ الفن سو تايلور أن الأرقام الموجودة في الصورة قد تمثل في الواقع والدي وود. ادعت أنه بسبب وفاة والد وود عندما كان وود يبلغ من العمر 10 سنوات فقط، لم يطور وود علاقة وثيقة معه لكنه أشار إلى أنه قضى بقية حياته مرتبطًا جدًا بوالدته. لقد افترض أن وود ربما يكون قد طور عقدة أوديب وعبرت عن ذلك بشكل لا شعوري في اللوحة. يستشهد تايلور بنقص الدفء بين الشخصيتين الأساسيتين في اللوحة بالإضافة إلى أن تصنيف وود لهما على أنهما «أب وابنة» كان وسيلة وود لإزالة أي دلالة جنسية حتى لا يضطر وود إلى مواجهة مخاوفه وانعدام الأمن. يشير تايلور أيضًا إلى أوجه التشابه بين صور أخرى لوالدة وود والمرأة في أللوحة، بما في ذلك البروش الذي ترتديه.

### تفسير 4
فسرها مؤرخ الفن تريب إيفانز في عام 2010 على أنها «صورة»حداد «قديمة الطراز... بصراحة، يتم سحب الستائر المعلقة في نوافذ المنزل، في الطابق العلوي والسفلي، في منتصف النهار، وهي عادة حداد في أمريكا الفيكتورية. المرأة ترتدي ثوبًا أسود أسفل مئزرها، وتنظر بعيدًا كما لو كانت تمسك الدموع. يتخيل المرء أنها حزينة على الرجل الذي بجانبها». كان وود قد كان في العاشرة من عمره فقط عندما توفي والده، وبعد ذلك عاش لمدة عقد من الزمان «فوق مرآب مخصص للسمعان»، لذلك ربما كان الموت في ذهنه.

### تفسير 5
في عام 2019 ، وصفتها الكاتبة الثقافية كيلي غروفير بأنها صورة لبلوتو وبروسيربينا، الآلهة الرومانية للعالم السفلي. يفسر الكرة الأرضية الصغيرة على ريشة الطقس في الجزء العلوي من اللوحة على أنها تمثل الكوكب القزم الذي تم اكتشافه مؤخرًا بلوتو، المزارع الذي يستخدم مذراة كحارس أبواب الجحيم، ويشير إلى حجاب المرأة، الذي يحتوي على بروش كلاسيكي تمثيل للإلهة الأسطورية، وضفيرة الشعر المتدلية من أذن المرأة اليمنى على أنها تمثل السحر في أسطورة الإلهة.

## المحاكاة الساخرة والمراجع الأخرى

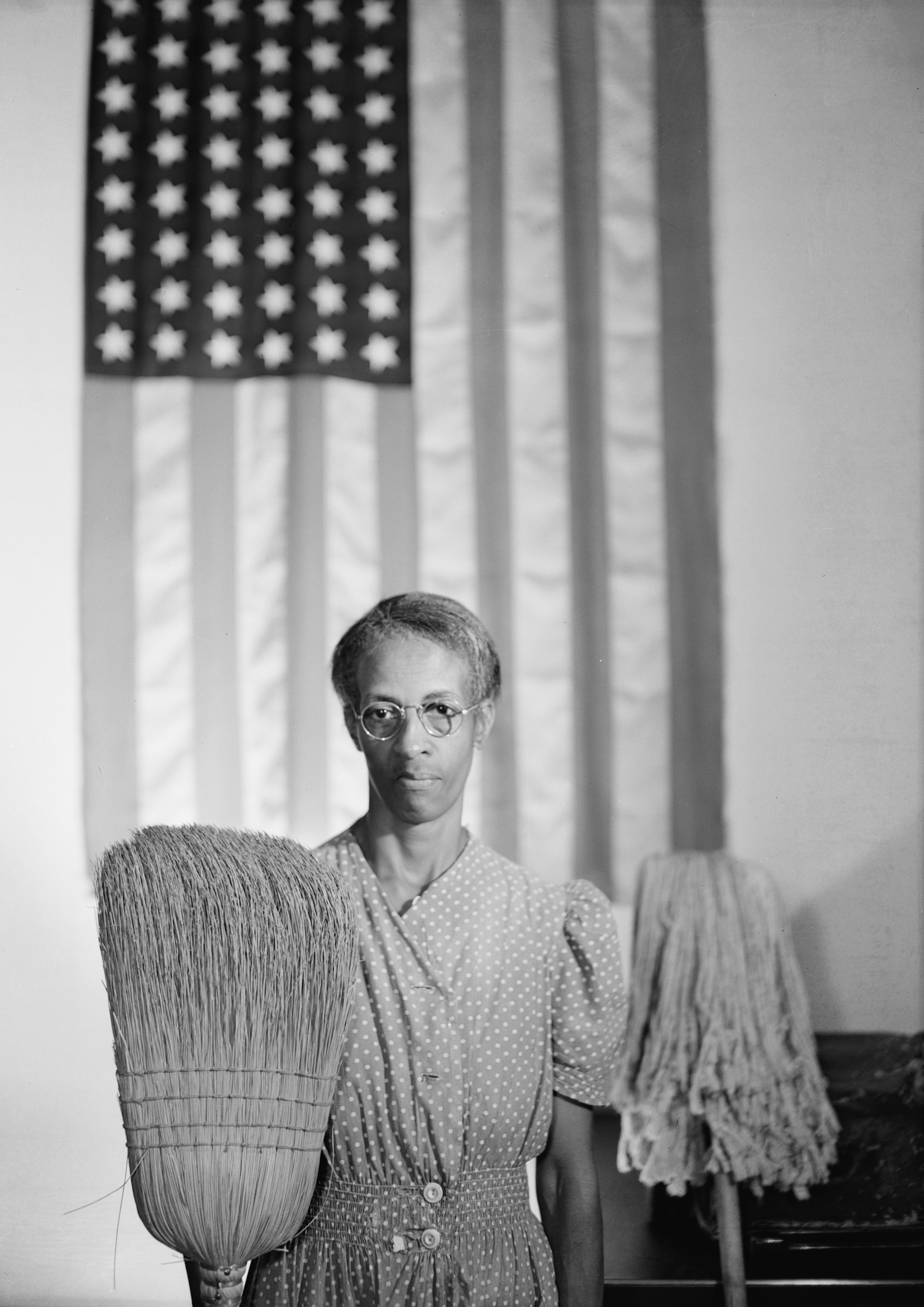
القوطية الأمريكية ، واشنطن العاصمة - صورة معروفة بواسطة جوردون باركس

دفع فهم حقبة الكساد للوحة على أنها تصور مشهدًا أمريكيًا أصيلًا بأعتبارها أول محاكاة ساخرة معروفة، وهي صورة من عام 1942 من قبل جوردون باركس لامرأة عاملة النظافة إيلا واتسون، تم التقاطها في واشنطن العاصمة  القوطية الأمريكية هي لوحة ساخرة في كثير من الأحيان. لذلك تم الاستعانة بها في عروض برودواي مثل «رجل الموسيقى» وأفلام مثل «عرض روكي المرعب» والعروض التلفزيونية مثل غرين أيكرز (في المشهد الأخير من الاعتمادات الافتتاحية) وعرض ديك فان دايك (حلقة "The Masterpiece")، وحلقة من الكارتون الأمريكي سبونج بوب بعنوان "FarmerBob".

كما تم أستعمالها في الحملات التسويقية، والمواد الإباحية، ومن قبل الأزواج الذين أعادوا إنشاء الصورة الفوتوغرافية من خلال مواجهة الكاميرا بالطريقة نفسها، أحدهم يحمل مذراة أو أي شيء آخر في مكانه.

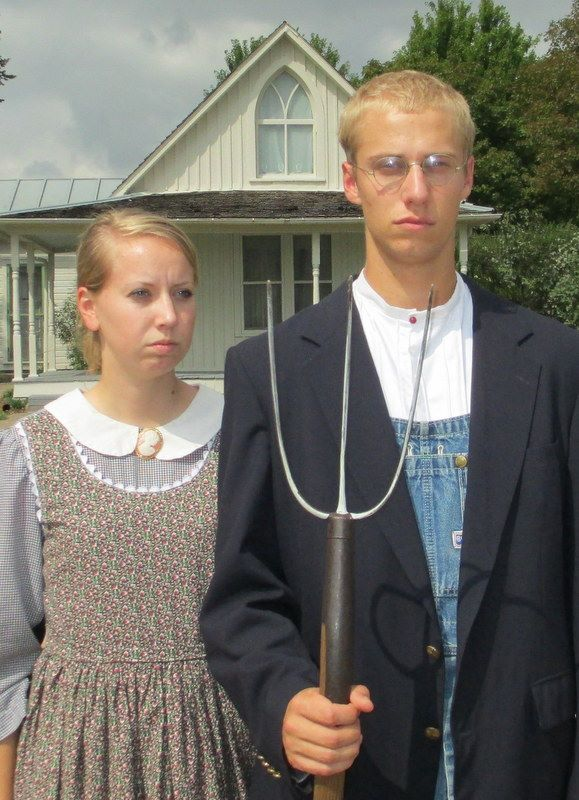
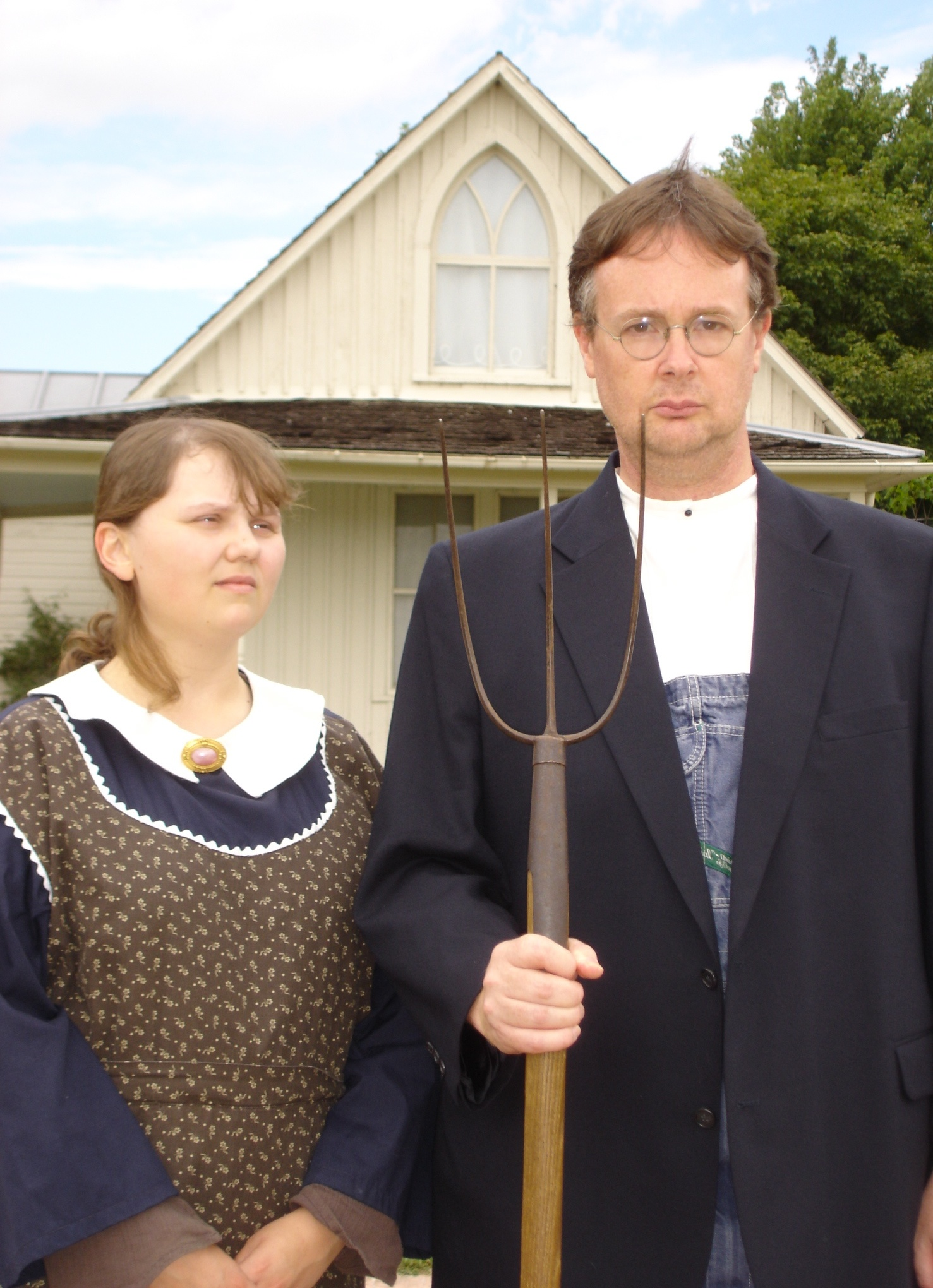
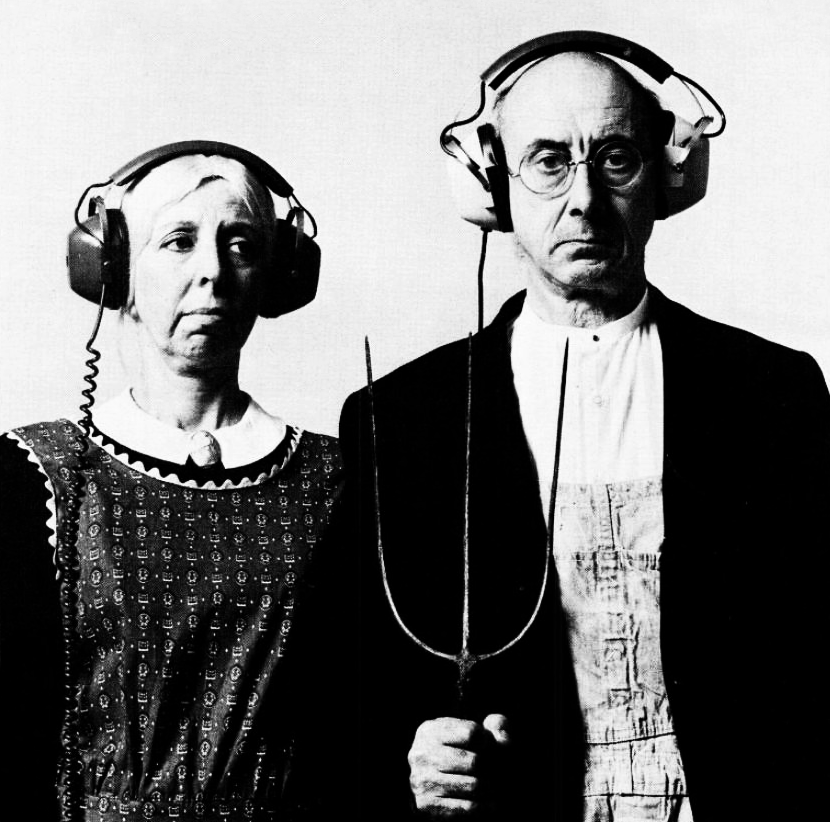

## الرسام

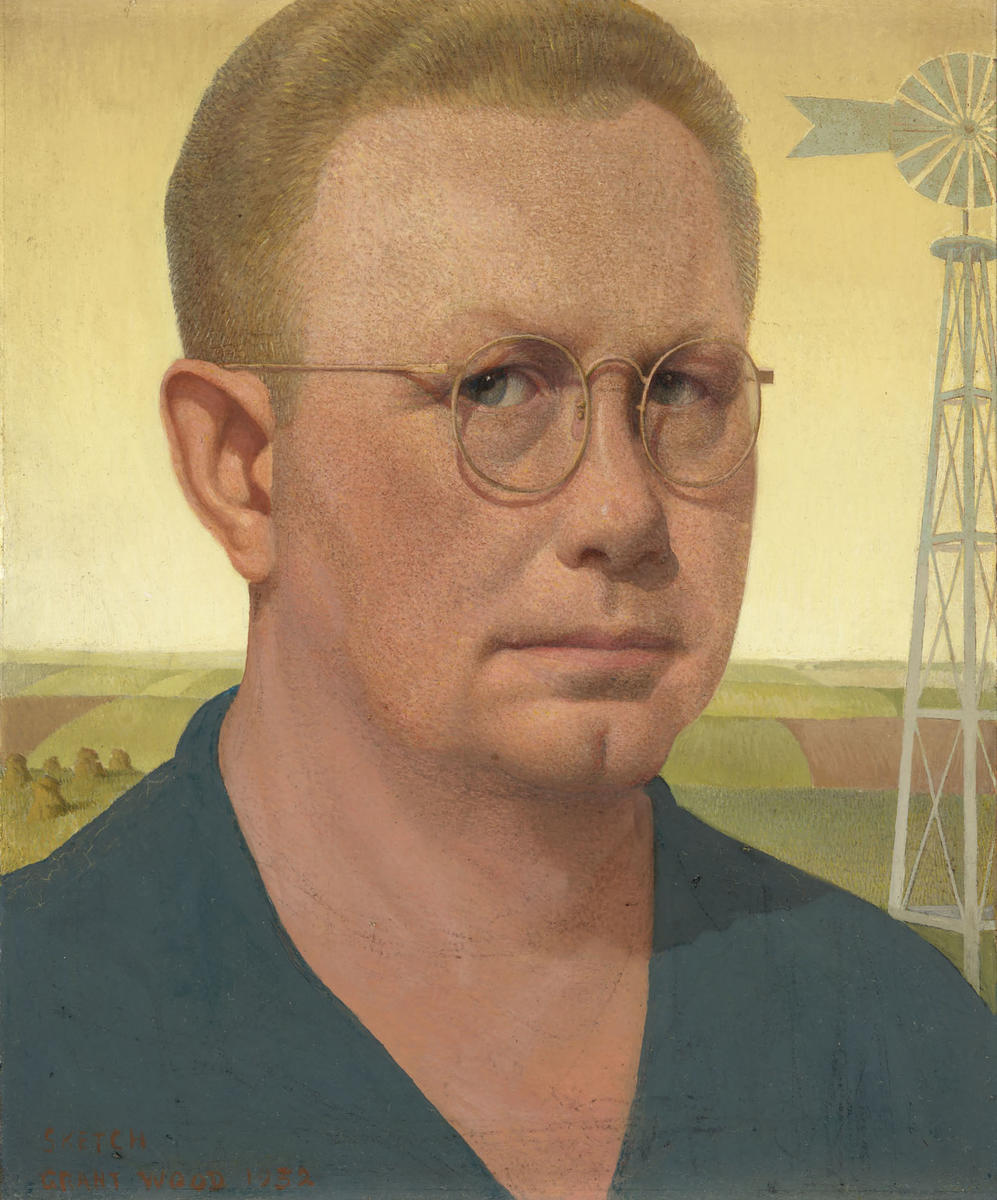
جرانت ديفولسون وود

جرانت ديفولسون وود (1891- 1942) رسامًا أمريكيًا اشتهر بلوحاته التي تصور المناطق الريفية في الغرب الأوسط الأمريكي، وخاصة لوحته «القوطية الأمريكية» (1930)، والتي أصبحت مثالًا للفن الأمريكي في القرن العشرين.

## المرجع
1. 1 2   https://www.artic.edu/artworks/6565. اطلع عليه بتاريخ 2023-06-21. {{استشهاد ويب}}: |url= بحاجة لعنوان (مساعدة) والوسيط |title= غير موجود أو فارغ (من ويكي بيانات) (مساعدة)
2. ↑  Güner، Fisun (8 فبراير 2017). "How American Gothic became an icon". BBC. مؤرشف من الأصل في 2020-05-06. اطلع عليه بتاريخ 2017-03-02.
3. 1 2 3 4 5 6  Fineman, Mia (June 8, 2005). "The Most Famous Farm Couple in the World: Why American Gothic still fascinates". سلايت. نسخة محفوظة 2018-12-06 على موقع واي باك مشين.
4. ↑  "About This Artwork: American Gothic". The Art Institute of Chicago. مؤرشف من الأصل في 2010-05-28. اطلع عليه بتاريخ 2010-06-20.
5. 1 2  "The Painting". American Gothic House. مؤرشف من الأصل في 2014-11-29. اطلع عليه بتاريخ 2015-01-08.
6. ↑  Cumming، Laura (5 فبراير 2017). "American Gothic: a state visit to Britain for the first couple". The Guardian. مؤرشف من الأصل في 2020-11-11. اطلع عليه بتاريخ 2017-03-02.
7. ↑  "American Painting in the 1930s: Musée de l'Orangerie". musee-orangerie.fr. مؤرشف من الأصل في 26 أكتوبر 2017. اطلع عليه بتاريخ 2 مارس 2017.
8. ↑  Artwork 6565 Art Institute of Chicago نسخة محفوظة 2021-04-16 على موقع واي باك مشين.
9. 1 2  "American Gothic House Center". مقاطعة وابيلو Conservation Board. مؤرشف من الأصل في 2009-06-18. اطلع عليه بتاريخ 2009-07-14.
10. ↑  القوطية الأمريكية, p. 119
11. ↑  Quoted in القوطية الأمريكية, p. 36
12. ↑  Semuels، Alana (30 أبريل 2012). "At Home in a Piece of History". Los Angeles Times. مؤرشف من الأصل في 2019-03-04. اطلع عليه بتاريخ 2013-02-25.
13. ↑  "Dr. Byron McKeeby's contribution to Grant Wood's 'American Gothic'" نسخة محفوظة 2019-09-29 على موقع واي باك مشين.
14. ↑  "The models for American Gothic". مؤرشف من الأصل في 2015-01-06. اطلع عليه بتاريخ 2015-01-08.
15. ↑  "Grant Wood's Letter Describing American Gothic". Campsilos.org. مؤرشف من الأصل في 2020-12-08. اطلع عليه بتاريخ 2010-04-12.
16. ↑  "Grant Wood's American Gothic". Smarthistory at Khan Academy. مؤرشف من الأصل في 2014-10-15. اطلع عليه بتاريخ 2012-12-18.
17. ↑  Quoted in Biel, p. 22
18. ↑  Biel, Steven (2005). American Gothic: A Life of America's Most Famous Painting. W. W. Norton & Company. ص. 28. ISBN:978-0-393-05912-0. مؤرشف من الأصل في 2021-03-07.
19. ↑  Andréa Fernandes. "mental_floss Blog » Iconic America: Grant Wood". Mentalfloss.com. مؤرشف من الأصل في 2009-02-15. اطلع عليه بتاريخ 2010-04-12.
20. ↑  IwAR0vUVfGZJ27Ts0sth48k4KnHNGg52kCMZDPhk_Z22Huu5x4yNQNbabIc8o "Grant Wood's Letter Describing American Gothic". www.campsilos.org. مؤرشف من الأصل في 2021-05-04. اطلع عليه بتاريخ 2020-06-30. {{استشهاد ويب}}: تحقق من قيمة |مسار أرشيف= (مساعدة)
21. ↑  Corn، Wanda M.؛ Wood، Grant (1983). "The Birth of a National Icon: Grant Wood's "American Gothic"". Art Institute of Chicago Museum Studies. ج. 10: 253–275. DOI:10.2307/4104340. JSTOR:4104340.
22. ↑  Taylor، Sue (2005). "Grant Wood's Family Album". American Art. ج. 19 ع. 2: 48–67. DOI:10.1086/444481. ISSN:1073-9300. JSTOR:10.1086/444481.
23. ↑  Deborah Solomon (28 أكتوبر 2010). "Gothic American". The New York Times. مؤرشف من الأصل في 2021-03-08.
24. ↑  "How Science and Tech Left an Imprint on 3 Iconic Paintings", Kelly Grovier، وايرد, January 9, 2019. Excerpted from A New Way of Seeing: The History of Art in 57 Works (ردمك 978-0500239636) نسخة محفوظة 2020-12-02 على موقع واي باك مشين.
25. ↑  Oxford Index نسخة محفوظة 2018-06-12 على موقع واي باك مشين.
26. ↑  Fineman, Mia, The Most Famous Farm Couple in the World: Why American Gothic still fascinates., سلايت, June 8, 2005 نسخة محفوظة 2011-09-07 على موقع واي باك مشين.